# Білогородська археологічна експедиція
Білогородська археологічна експедиція — ряд археологічних експедицій Петербурзької АН, АН СРСР і НАН України, яка досліджує пам'ятки археології на території села Білогородка.

## 1913
Зі всіх сторін, окрім західної що приєднана до річки, село оточене високим земельним валом, який місцями досягає 10–12 метрів у висоту, і охоплює собою площу в 85 десятин. Окрім того, південно західна частина села, що займає трохи більше 10 десятин (древній дитинець), оточена ще 2 внутрішнім валом, добре збереженим з південно-східної сторони, і знищеним ворогами з північно сходу, завдяки утвореному тут яру, в якому простягається дорога в місто Гнатівку і далі на захід. Тільки мала частина валу збереглася зі сторони річки, і то, в напівзруйнованому виді. Тепер увесь вище згаданий простір, оточений як зовнішнім, так і внутрішнім валом за винятком місця, що належало церкві, забудоване садибними спорудами, і відведене під християнські городи. Тому й не дивно, якщо проведення розкопок, зроблених тут з рішення Імператорської археологічної комісії, у наслідок відсутності вільної землі, було пов'язане із значними труднощами, та неприємними перешкодами. Але незважаючи на усі ці незручності, які іноді були у самих цікавих місцях, дослідження цієї місцини дало хороші результати. Так, дякуючи сприянням Імператорського Воєнно-Історичного Товариства, було зроблено дослідження зовнішнього та внутрішнього Білогородського валу, до того ж розкопки, що розкрили вал упродовж 100 метрів, не тільки познайомили з його найвищим ступенем цікавої конструкції, а й дали можливість визначити дату його спорудження. У теперішній час висота вказаного валу в тих місцях, де він зберігся досягає: з зовнішньої сторони з якої її оточує широкий яр, 19–12 метрів, а з внутрішньої — 6,7 метрів. Тепер відзначимо, що матеріали для такого міцного і складного по конструкції укріплення, яким був Білгородський вал, служили — вогнестійка цегла, сирець, дерево і глина, а потім перейдемо до опису його пристрою.